# Schweik's New Adventures
Pour plus de détails, voir Fiche technique et Distribution.
Schweik's New Adventures est un film britannique réalisé par Karel Lamač, sorti en 1943.

## Synopsis
L'histoire d'un humoriste tchèque qui réussit à se jouer des Nazis.

## Fiche technique
- Titre original : Schweik's New Adventures
- Réalisation : Karel Lamač
- Scénario : Karel Lamač, d'après le soldat Švejk, personnage créé par Jaroslav Hasek
- Direction artistique : Harold Watson
- Photographie : Robert LaPresle, Billie Williams
- Son : Cecil Mason
- Musique : Clifton Parker
- Production associée : Walter Sors
- Production : Edward G. Whiting
- Société de production : Renown Pictures Corporation
- Société de distribution : Eden Films
- Pays d'origine :  Royaume-Uni
- Langue originale : anglais
- Format : Noir et blanc  — 35 mm — 1,37:1 — son mono
- Genre : Comédie
- Durée : 84 minutes
- Dates de sortie : Royaume-Uni : 18 octobre 1943

## Distribution
- Lloyd Pearson : Josef Schweik
- Maggie Rennie : Madame Lidia Karova
- Julien Mitchell : le chef de la Gestapo
- Richard Attenborough : un ouvrier des chemins de fer
- George Carney : un gendarme
- Jan Masaryk : le narrateur